# Cultura de Windmill Hill
La cultura Windmill Hill és el nom donat per l'arqueologia a la cultura neolítica del sud de la Gran Bretanya, a la zona de la plana de Salisbury, prop de Stonehenge. La seva cronologia és de c. 3000 aC.
El seu nom prové de Windmill Hill, un recinte del Neolític de dic interromput prop d'Avebury. Juntament amb un altre grup humà d'East Anglia, el culte del qual implicava la construcció de cercles de pedra, es creu que van ser els responsables dels primers treballs al jaciment de Stonehenge.
El registre material deixat per la cultura de Windmill Hill inclou grans recintes circulars al cim de turons, recintes de dic interromput, túmuls llargs, puntes de fletxa en forma de fulla i destrals de pedra polida. Criaven bestiar boví, ovelles, porcs i gossos, conreaven blat i explotaven el sílex.
Des que el terme va ser encunyat per primera vegada pels arqueòlegs, les excavacions i anàlisis posteriors han indicat que la realitat era força més complexa i que calia parlar en realitat de diverses cultures diferents més petites com ara les cultures Hembury o Abingdon. Avui el terme de "cultura Windmill Hill" es considera massa general.